# Голінська сільська рада
Голі́нська сільська́ ра́да — колишня адміністративно-територіальна одиниця та орган місцевого самоврядування в Бахмацькому районі Чернігівської області (1991—2020). Адміністративний центр — село Голінка.

## Загальні відомості
- Територія ради: 74,686 км²
- Населення ради: 411 осіб (станом на 1 березня 2020 року)

## Населені пункти
Сільській раді були підпорядковані населені пункти:
- с. Голінка

## Історія
Сільська рада створена на базі станового козацького містечка Голінка та 10 хуторів, знищених комуністичним режимом протягом XX століття (зокрема хутір Палієнків, Брязкунів хутір).
Сільська рада офіційно веде свою історію від 1918 року - від факту окупації села російськими большевиками. Але реально створено 1921. Після відновлення державного суверенітету України 1991, стала однією з 20-ти сільських рад Бахмацького району і одна з п'ятьох в районі, яка складалася з одного населеного пункту — самої Голінки.

## Склад ради
Рада складалася з 12 депутатів та голови. В останній каденції (до 2020):
- Голова ради: Наталія Вернигора
- Секретар ради: Світлана Салій

### Керівний склад попередніх скликань
| Прізвище, ім'я, по батькові | Основні відомості | Дата обрання | Дата звільнення |
| --------------------------- | --- | ------------ | --------------- |
| Мусенко Іван Олександрович  | Сільський голова, 1958 р.н. Із Бердянська (одружений із бахмаччанкою). Провів часткову декомунізацію села — ліквідував пам'ятник Леніну, перейменував вулицю Леніна на Незалежності. | 1990         | 1992            |
| Козир Валентина Миколаївна  | Сільський голова. Не голінська. Загинула в автокатастрофі | 1992         | 2006            |
| Вернигора Наталія Петрівна  | Сільський голова, 1968 року народження, освіта середня загальна, позапартійна. Із Черкаської області. Вийшла заміж за голінця.                                                       | 26.03.2006   | 31.10.2010      |
| Вернигора Наталія Петрівна  | Сільський голова, 1968 року народження, освіта середня загальна, член Партії регіонів                                                                                                | 31.10.2010   |                 |

Примітка: таблиця складена за даними сайту Верховної Ради України із доповненнями

### Депутати
До жовтня 2010 року більшість депутатів представляло партію «Батьківщина» Юлії Тимошенко, які у свою чергу працювали на різних посадах у фірмі «Агродім». На місцеві вибори 31 жовтня 2010 пішли як позапартійні, але вже весною 2011 більшість із обраних депутатів самовільно вступили до провладної Партії регіонів.
За результатами місцевих виборів 2010 року депутатами ради стали:

#### За суб'єктами висування
| Суб'єкт висування | Кількість обраних депутатів | %   |
| ----------------- | --------------------------- | --- |
| Партія регіонів   | 12                          | 100 |

#### За округами
| № округу        | Прізвище, ім'я, по батькові   | Дата визнання обраним | Освіта  | Партійна приналежність | Відомості про обраного депутата                                |
| --------------- | ----------------------------- | --------------------- | ------- | ---------------------- | -------------------------------------------------------------- |
| Партія регіонів |                               |                       |         |                        |                                                                |
| 1               | Кулик Лідія Павлівна          | 02.11.2010            | вища    | позапартійна           | Голінська загальноосвітня школа І-ІІІ ст., заступник директора |
| 2               | Мужайло Сергій Іванович       | 02.11.2010            | середня | позапартійний          | Голінська лікарська амбулаторія, фельдшер                      |
| 3               | Ріпа Ганна Михайлівна         | 02.11.2010            | вища    | позапартійна           | Голінська загальноосвітня школа І-ІІІ ст., вчитель             |
| 4               | Ткаченко Світлана Василівна   | 02.11.2010            | середня | позапартійна           | Голінська сільська рада, спеціаліст ІІ категорії               |
| 5               | Товкач Михайло Іванович       | 02.11.2010            | середня | позапартійний          | пенсіонер                                                      |
| 6               | Проценко Анатолій Михайлович  | 02.11.2010            | середня | позапартійний          | СТОВ «Україна»                                                 |
| 7               | Рогуля Галина Миколаївна      | 02.11.2010            | середня | позапартійна           | СТОВ «Україна», головний бухгалтер                             |
| 8               | Носенко Людмила Василівна     | 02.11.2010            | середня | позапартійна           | пенсіонер                                                      |
| 9               | Салій Наталія Юріївна         | 02.11.2010            | середня | позапартійна           | СТОВ «Україна», секретар                                       |
| 10              | Коцюра Лариса Володимирівна   | 02.11.2010            | середня | позапартійна           | Голінська сільська рада, бухгалтер                             |
| 11              | Кузько Олена Вікторівна       | 02.11.2010            | середня | позапартійна           | Голінська сільська рада, секретар                              |
| 12              | Школоберда Микола Миколайович | 02.11.2010            | середня | позапартійний          | СТОВ «Україна», механізатор                                    |